# 徐叙瑢
徐叙瑢（1922年4月23日—2022年7月12日），男，山东临沂人，中国发光学家，北京交通大学教授，北京交通大学光电子技术研究所名誉所长。

## 生平
1945年毕业于西南联合大学物理系。1955年获苏联科学院列别捷夫物理研究所副博士学位。1980年当选为中国科学院学部委员（院士）。
主要从事复合发光的动力学，过热电子的实验论证、能量传递、瞬态光谱及光致发光、阴极射线发光、场致发光、发光在癌症早期诊断中的应用等研究。他倡导建立了中国第一个发光学研究室，作为主要创建人成立了“中国科学院激发态物理开放实验室”和“铁道部信息存储、显示与材料部级开放实验室”；组建了中国发光学会，开创了中国第一个发光学专业。
2022年7月12日于北京去世。